# Ma’arr Daftajn
Ma’arr Daftajn (arab. معردفتين) – miejscowość w Syrii, w muhafazie Hama. W 2004 roku liczyła 2046 mieszkańców.